# Aethriscus olivaceus
Aethriscus olivaceus är en spindelart som beskrevs av Pocock 1902. Aethriscus olivaceus ingår i släktet Aethriscus och familjen hjulspindlar.
Artens utbredningsområde är Kongo. Inga underarter finns listade i Catalogue of Life.